# 금오중학교 (경북)
금오중학교(金烏中學校)는 대한민국 경상북도 구미시 임은동에 있는 공립 중학교이다.

## 학교 연혁
- 1980년 1월 24일 : 금오중학교(15학급) 설립 인가
- 1980년 3월 1일 : 초대 김여목 교장 취임
- 1980년 3월 5일 : 제1회 입학식 거행(남학생 4학급 216명)
- 1981년 3월 4일 : 남여공학으로 입학식(남 4학급, 여 3학급 371명)
- 1981년 5월 22일 : 신축교사로 이전 (임은동 127-2번지)
- 1982년 11월 11일 : 교사 5실 증축(총 27실)
- 1983년 2월 11일 : 제1회 졸업식(231명)
- 1988년 3월 4일 : 남학교로 입학식(8학급 410명)
- 2014년 10월 6일 : 금오드림관 개관식
- 2014년 12월 25일 : 운동장 생활 체육 시설 조성
- 2016년 1월 30일 : 교훈비 건립
- 2018년 4월 26일 : 풋살장 준공(1,182m2)
- 2024년 2월 8일 : 제42회 졸업식(156명, 총 졸업생수 12,485명)
- 2024년 3월 1일 : 제18대 박현주 교장 취임
- 2024년 3월 4일 : 제45회 입학식(입학생 156명)

## 참고 자료
- 금오중학교 - 한국교육학술정보원 학교알리미